# Državno sveučilište u Sankt-Peterburgu
Državno sveučilište u Sankt-Peterburgu (rus. Санкт-Петербургский государственный университет; lat. Universitas Publica Petropolitana) je rusko federalno javno sveučilište u Sankt Peterburgu. 
Najstarije je i jedan od najvećih sveučilišta u Rusiji i pripada među veća i uglednija sveučilišta u regiji Istočne i Srednje Europe. Dijelovi sveučilišta su: 24 fakulteta i instituta. Sveučilište je organizirano na dva kampusa, jednim na Vasilijevskom otoku i drugim u Peterhofu. U sovjetskom razdoblju, Sveučilište je nosilo naziv Lenjingradsko državno sveučilište (rus. Ленинградский государственный университет) budući da je i grad nosio naziv Lenjingrad. U razdoblju od 1948. do 1989. godine Sveučilište je u punom nazivu nosio i ime Andreja Ždanova, sovjetskoga političara.
Državno sveučilište u Sankt.Peterburgu drugo je najbolje sveučilište u Rusiji nakon Moskovskog državnog sveučilišta Lomonosov. Na međunarodnim ljestvicama sveučilište je zauzelo 240. mjesto u 2013./2014., Prema QS World University Rankings, postavilo ga je na mjesto 351–400. 
Sveučilište ima reputaciju školovanja većine ruske političke elite, uključujući predsjednike Vladimira Putina i Dimitrija Medvjedeva, koji su obojica studirali pravo na sveučilištu. Najstarije je rusko sveučilište, koje je osnovao Petar Veliki 1724. godine, a koje je prethodilo osnivanju Moskovskog državnog sveučilišta 1755.
Sveučilište je prvo s ruskih sveučilišta pridružilo se Coimbrskoj skupini (CG), a sada predstavlja Rusiju.
Od poznatih osoba na ovom Sveučilištu studirali su: Vladimir Lenjin, Pjotr Stolipin, Dmitrij Medvjedev, Vladimir Putin, Dalia Grybauskaitė, Mihail Gromov, dobitnici Nobelove nagrade: Ivan Pavlov (fiziologija i medicina, 1904.), Ilja Mečnikov (fiziologija i medicina, 1908.), Nikolaj Semjonov (kemija, 1956.), Lev Landau (fizika, 1962.), Aleksander Prohorov (fizika, 1964.), Wassily Leontief (ekonomija, 1973.), Leonid Kantorovič (ekonomija, 1975.) i Josif Brodski (književnost, 1987.); također Leonhard Euler, Mihail Lomonosov, Dmitrij Mendeljejev, Igor Stravinski, Pavel Durov, Nikolaj Rerih, Aleksandr Ljapunov i mnogi drugi.